# Taede Sminia

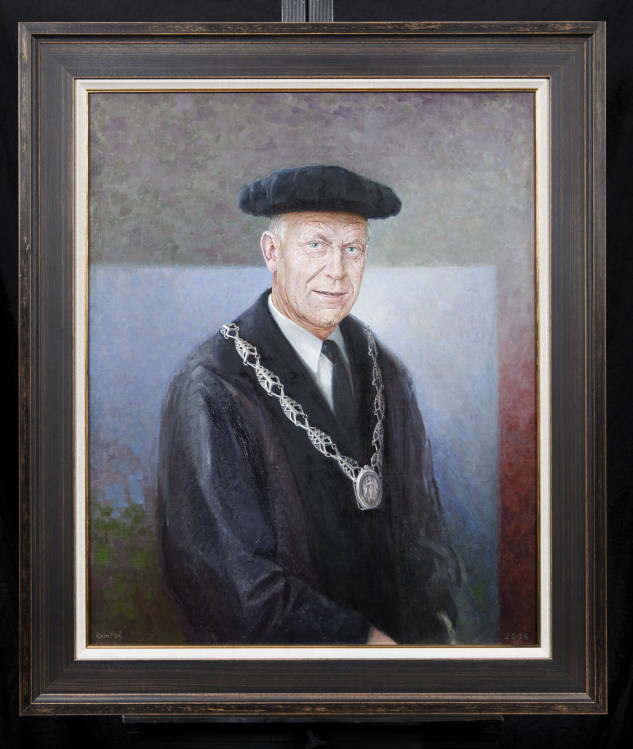
Portret door Rein Pol van Taede Sminia uit 2006

Taede Sminia (Amsterdam, 23 februari 1946) is een Nederlands emeritus-hoogleraar histologie, celbiologie en immunologie aan de Vrije Universiteit Amsterdam.
Sminia begon zijn studententijd in 1963 met een studie medische biologie aan de VU, en was er tevens lid bij studentenvereniging SSRA. Hij studeerde af in 1970, maar was sinds 1967 student-assistent.
Sminia promoveerde in 1975, en werd in 1980 benoemd tot hoogleraar. Van 1992 tot 1999 was hij decaan van de faculteit geneeskunde van de Vrije Universiteit.
Sminia was gedurende negen jaar rector magnificus van de Vrije Universiteit Amsterdam. Hij volgde in 1997 Prof. Egbert Boeker op en was rector tot 2006.
- International Standard Name Identifier: 0000 0003 8749 8659
- NARCIS: PRS1235389
- Nederlandse Thesaurus van Auteursnamen: 072906405
- Système universitaire de documentation: 191842303
- Virtual International Authority File: 280456630
- WorldCat: E39PBJyGYkW7V8kG9Yh4Px6tKd